# Идатту II
Идатту II — царь древнего Элама из династии Симашки, правивший приблизительно в 1925—1900 годах до н. э. Сын Тан-Рухуратира и Мекуби, дочери правителя Эшнунны Билаламы.
От времени правления Идатту II в Сузах был найден лишь один-единственный документ — оттиск печати. На нём Идатту в роскошном одеянии и головном уборе сидит на скромном троне. Правой рукой он передаёт изогнутый жезл фигуре, которая согласно аккадской приписке, является его писцом (по-эламски тепир) по имени Кук-Симут; третья фигура — богиня в грубошерстной юбке — радостно приветствует в качестве свидетельницы назначение писца. Жезлообразный предмет, по-видимому, представляет собой отличительный должностной знак. Именно этой печатью Кук-Симут закреплял свои распоряжения.
Нужно отметить, что главному писцу в Эламе подчинялся «дом писцов», то есть школа, в которой будущие должностные лица обучались тонкостям клинописи. От писца Кук-Симута сохранилась табличка, в которой он упрекает начальника этой школы Турукуцу в том, что он слишком строг в обращении с будущими писцами. Надпись гласит: «Тепир Кук-Симут обращается к Турукуцу: Почему ты терзаешь учеников? Я предписываю тебе: перестань их мучить».
| Династия Симашки              |                                     |                         |
| Предшественник: Тан-Рухуратир | царь Элама начало XIX века до н. э. | Преемник: Индатту-напир |